# Toxotacma meditans
Toxotacma meditans är en fjärilsart som beskrevs av Edward Meyrick 1929. Toxotacma meditans ingår i släktet Toxotacma och familjen stävmalar. Inga underarter finns listade i Catalogue of Life.